# Шедевры балета (серия книг)
«Шедевры балета» — серия монографий о выдающихся спектаклях русского балетного наследия — балетах П. И. Чайковского «Лебединое озеро», «Спящая красавица» и «Щелкунчик».

## История создания
Книжная серия «Шедевры балета» издательства «Искусство» была задумана в начале 1980-х годов как ряд исследований крупных балетоведов и историков балета, посвящённых лучшим образцам классического наследия русского балета: «Серия "Шедевры балета" знакомит широкие круги читателей с выдающимися балетами русских, советских и зарубежных композиторов, поставленными на русской и советской сцене: с историей их постановок, с наиболее интересными особенностями их интерпретации, раскрывает богатство и разнообразие выразительных средств, тончайшие черты и нюансы, которыми лучшие балерины и танцоры наделяют образы героев в соответствии с творческой индивидуальностью. Книги о шедеврах балетного театра помогут любителям этого искусства полнее ощутить глубину их содержания, оценить мастерство, поэтичность, одухотворённость исполнения».
Первой книгой серии стала монография известного балетоведа и балетного критика Александра Демидова «Лебединое озеро», увидевшая свет в 1985 году. Это издание стало определённой вехой в балетоведении. Впервые были обозначены новые критерии исследовательской работы, редакторского, библиографического и литературного оформления. Создание ряда подобных книг об отдельных балетных спектаклях обещало открыть новую страницу в науке о балете.
До распада СССР успела выйти в свет ещё лишь одна монография серии — «Спящая красавица» Марины Константиновой (1990). Потом выпуск серии был приостановлен, издательство прекратило существование. Только в 1996 году появилась последняя на сегодняшний день книга этой серии «Щелкунчик» Галины Добровольской. Она была издана в Санкт-Петербурге издательством «МОЛ» под эгидой Российского Института Истории Искусств.

## Издания серии
- А. Демидов. Лебединое озеро. — М.: Искусство, 1985. — 368 с. — (Шедевры балета). — 25 000 экз.
- М. Константинова. Спящая красавица. — М.: Искусство, 1990. — 240 с. — (Шедевры балета). — 30 000 экз. — ISBN 5-210-00344-2.
- Г. Н. Добровольская. Щелкунчик. — СПб.: МОЛ, 1996. — 200 с. — (Шедевры балета). — 5000 экз. — ISBN 5-86345-028-0.